# Frittenporzellan

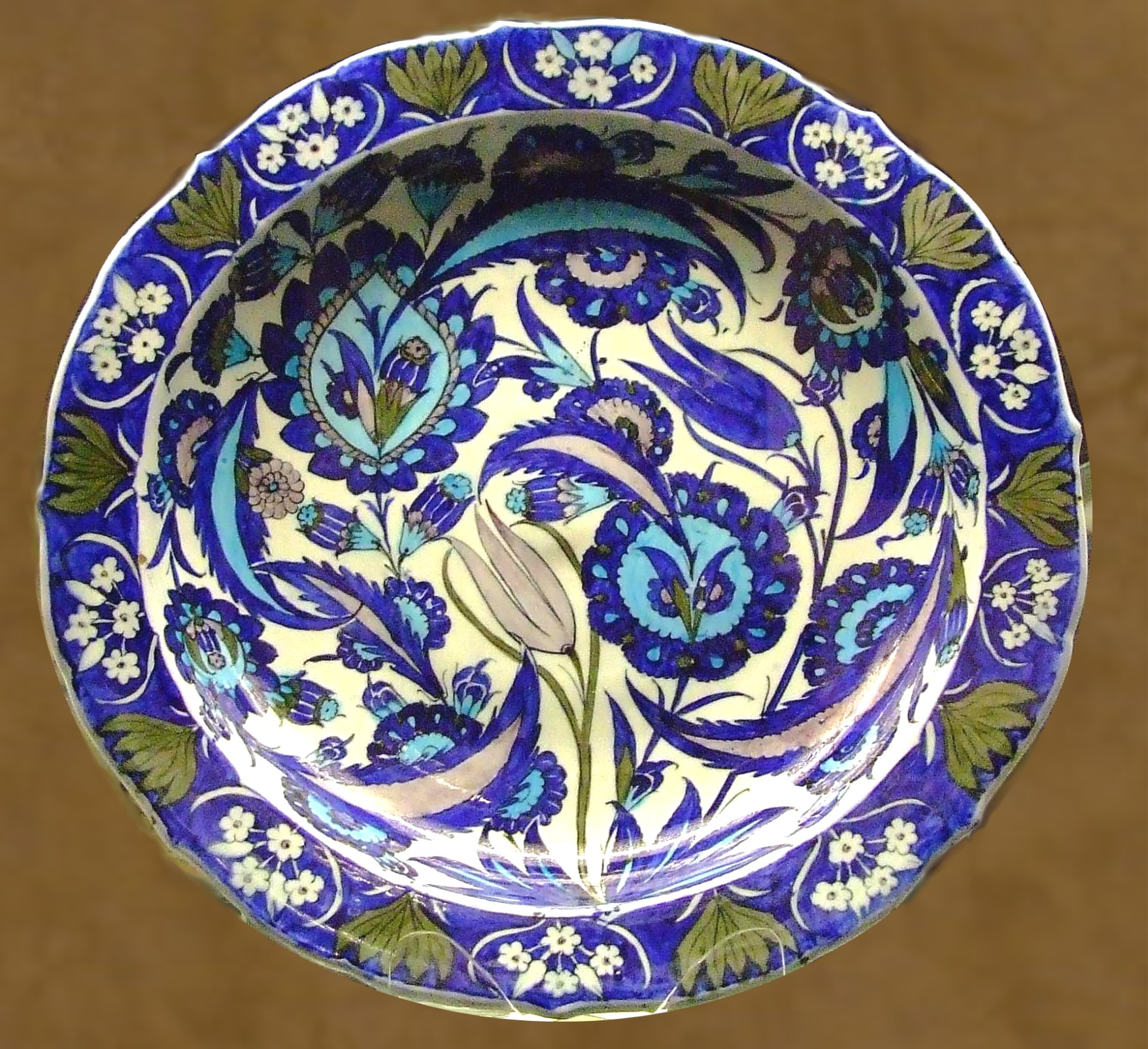
İznik-Keramik, Stil: „saz and rosette“
Sammlung: Britisches Museum
Beispiel: für Frittenporzellan

Frittenporzellan (französisch porcelaine tendre, englisch fritware) ist ein Halb-, Pseudo- oder unechtes Porzellan. Es wurde vorwiegend im Frankreich des 18. Jahrhunderts hergestellt. Die Herstellungsweise wurde offenbar aus der Glastechnik entwickelt, indem das Verfahren des Frittens Anwendung fand, also des Herstellens eines gesinterten oder vorgeschmolzenen körnigen Rohprodukts. Diesem Rohprodukt wurden Weißtrübungsmittel zugesetzt, wie sie beim Glasschmelzen und bei Fayenceglasuren üblich waren. Frittenporzellan enthält in klassischer Zusammensetzung kein Kaolin, worin ein wesentlicher Unterschied zum echten Porzellan zu sehen ist.
| Klasse: Irdengut | Unterklasse: Sonstiges Irdengut | Gruppe: Tonware | Untergruppe: glasiert | Frittenporzellan auch Frittenware |

## Abgrenzung
Eine verschiedentlich anzutreffende Zuordnung zum Weichporzellan ist nicht korrekt, weil es nach Zusammensetzung und Herstellung nicht dem Sinterzeug zugeordnet werden kann. Deshalb wird diese spezielle Keramik im englischen Sprachgebiet auch treffender als fritware bezeichnet und in die Nachbarschaft von stonepaste, pottery bzw. fayance gerückt, also deutlich vom china unterschieden.
Eine Ursache für die zweideutige Namensgebung kann auch im Geltungsbedürfnis der Hersteller gesucht werden. Da die Herstellung des Frittenporzellans in die Frühphase der europäischen Bemühungen um das „weiße Gold“ fällt, versprach es höheres Prestige, Anspruch auf das älteste Herstellungsverfahren erheben zu können. So mieden Frittenporzellanhersteller wie die Manufacture royale de porcelaine de Sèvres eindeutige Abgrenzungen.

## Herstellung

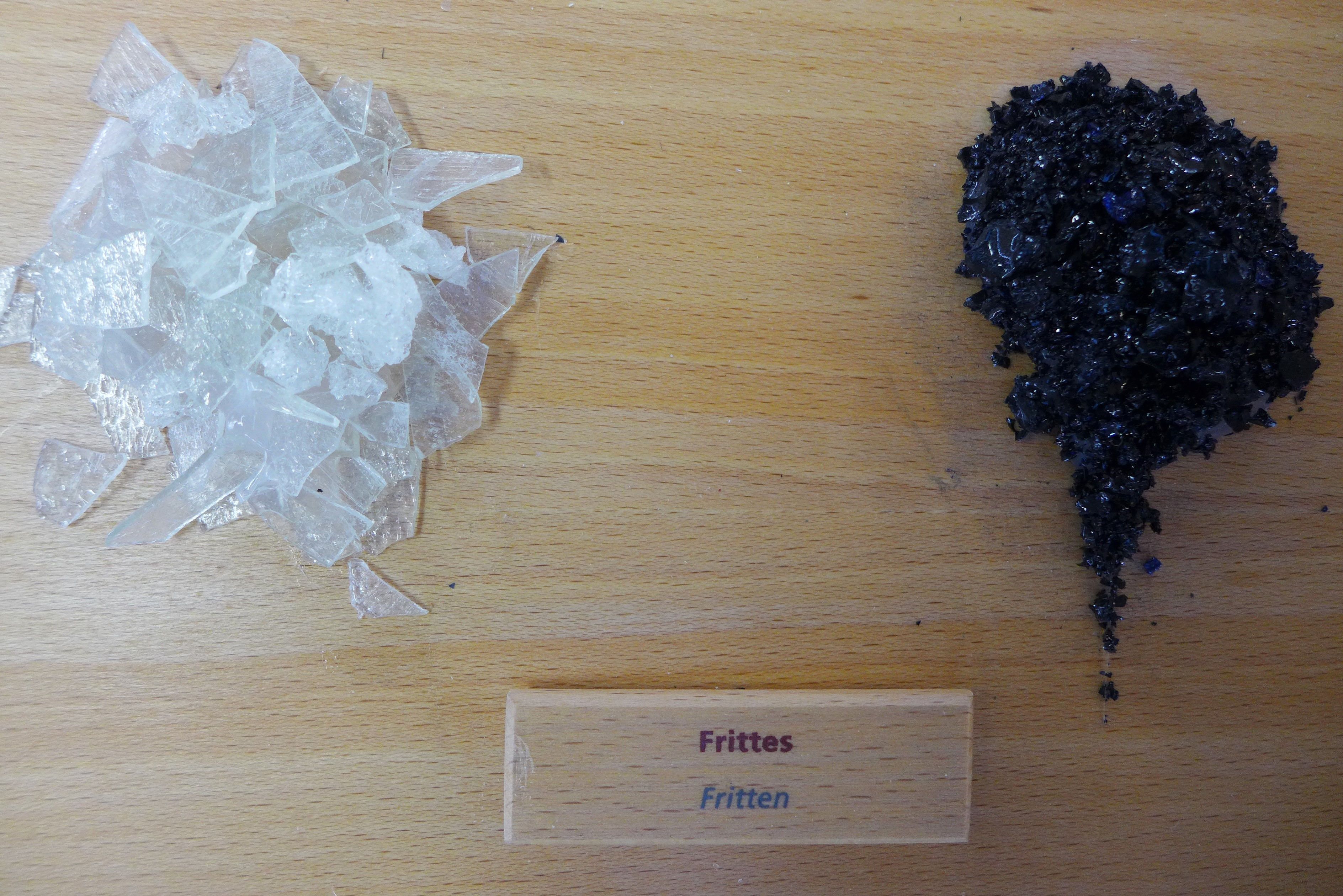
Fritten für die Keramikglasur

Die Herstellung von Frittenporzellan ist langwierig und kompliziert, daher war es erheblich teurer als Porzellan. Zunächst wurden Quarzsand, Salpeter, Kochsalz, Soda, Alaun und Calciumsulfat (in Form von Alabaster oder Gips) vermischt und gebrannt, bis ein glasiger Stoff – die Fritte – entstand. Dieser Stoff wurde zerbrochen und zermahlen, um dann mit kreide- oder gipshaltigem Mergel im 3:1-Verhältnis vermischt zu werden. Der Mischung wurde auch grüne Seife beigegeben, um die Formbarkeit der Masse zu erhöhen. Nach einem aufwändigen Freisetzen von Luftblasen durch Kneten und Walzen wurde die Masse geformt, glasiert und zum Endprodukt gebrannt.

## Eigenschaften
Frittenporzellan ist empfindlicher für Temperaturschwankungen und stoßempfindlicher. Die Glasur ist zugleich weicher und kann beispielsweise mit Essbesteck beschädigt werden. Allerdings hat sie auch eine höhere Lichtbrechung, was die Leuchtkraft der Farben erhöht. Obendrein wird Frittenporzellan bei niedrigeren Temperaturen gebrannt, wodurch eine größere Farbpalette einsetzbar ist. Da es beim Brennen weicher, „flüssiger“ wird, konnten darin keine allzu komplizierten Figuren realisiert werden.

## Manufakturen
Frittenporzellan fertigten beispielsweise folgende französische Manufakturen:
- Manufaktur von Louis und Michel Poterat in Rouen (ab 1673)
- Manufaktur von Pierre Chicaneau und Erben in Saint-Cloud (1677–1766)
- Manufaktur Chantilly (ab 1725)
- Manufaktur im Schloss Villeroy in Mennecy (1735–1775)
- Manufaktur Vincennes (1738–1756), ab 1756 Manufacture royale de porcelaine de Sèvres
- Manufaktur Sceaux (ab 1748)
- Manufaktur Tournai (1751–1890)